# 김선란

김선란(1954년 5월 5일 ~  )은 대한민국의 국악인이다. 출신지는 경상북도 영주이며, 종교는 기독교이다.

## 생애
김선란은  4남매 중 장녀로 1954년 경상북도 영주에서 태어났다.
국내 국악발전에 큰 이바지를 한 정득만, 이창배, 안비취, 이은주, 김옥심 국악계 역사의 大명창들에게 사사를 받았으며, 현재는 국가무형유산 경기민요 이수자로서 활동중에 있다

## 학력
- 동국대학교 문화예술대학원 (한국음악 비학위 과정 수료)
- 한중대학교 전통예술학과 (학사)

## 경력
- (사)아리랑보존회 강원도지회 지회장 (2014년 ~ 현재)
- (사)강원민요연구원 강릉지회 지회장 (2008년 ~ 현재)
- 한국전통문화예술협회 고문 (2023년 01월 ~ 현재)
- (사)경기민요연구원 (현. 한국전통민요협회) 송파지부 지부장 (2005년 ~ 2008년)

## 수상경력
- 2019년 한국문화원연합회 회장 표창
- 2013년 제26회 기독교문화대상 국악부문 대상
- 2003년 국악신문사장 감사패
- 2002년 제28회 전국대사습놀이 전국대회 민요부 장원
- 1999년 제7회 전국경서도창 및 민요경창대회 명창부 장원